# Joseph Aspdin

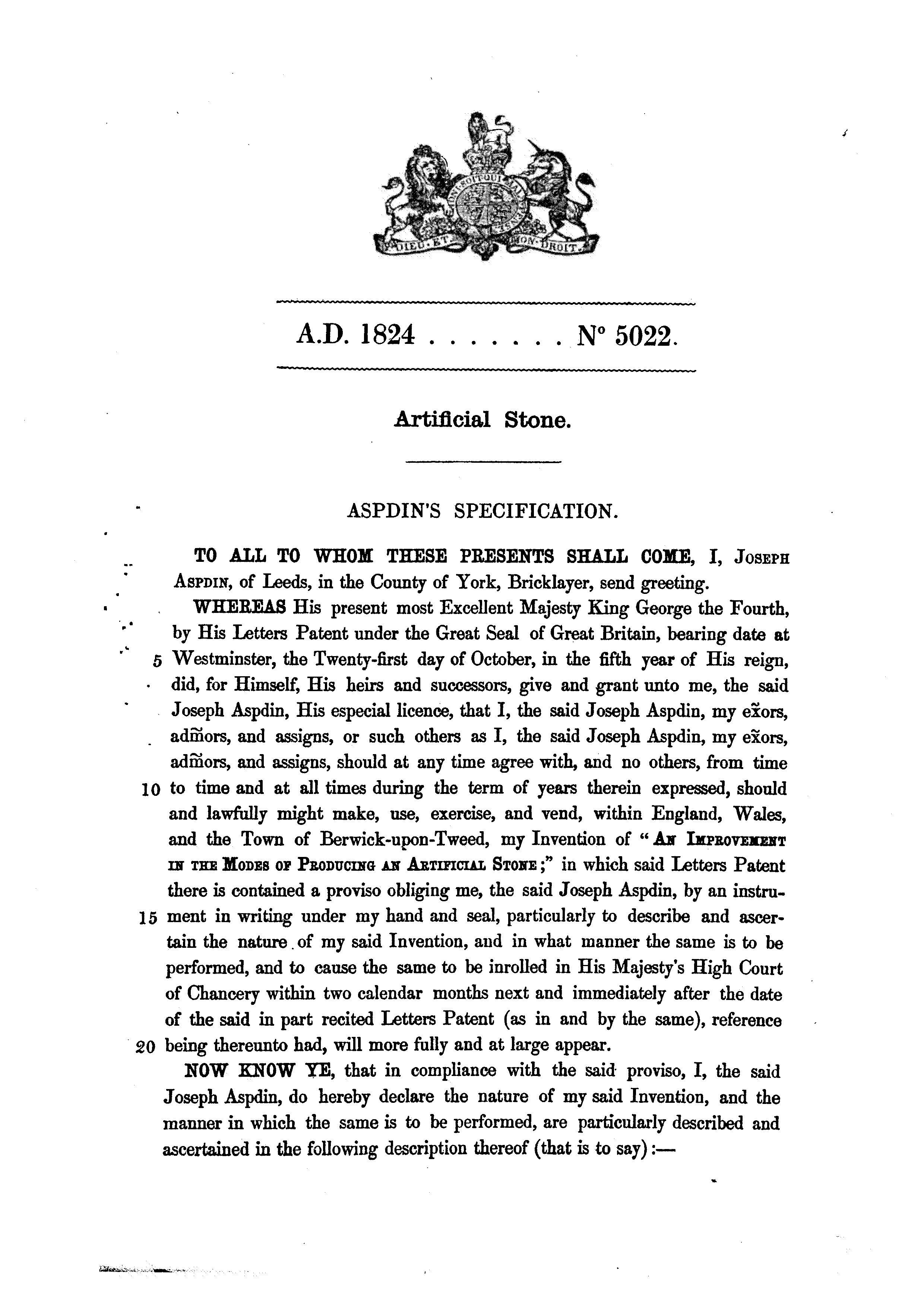
Patent Nr. BP 5022, „An Improvement in the Modes of Producing an Artificial Stone“, Joseph Aspdin, 21. Oktober 1824, Seite 1/2

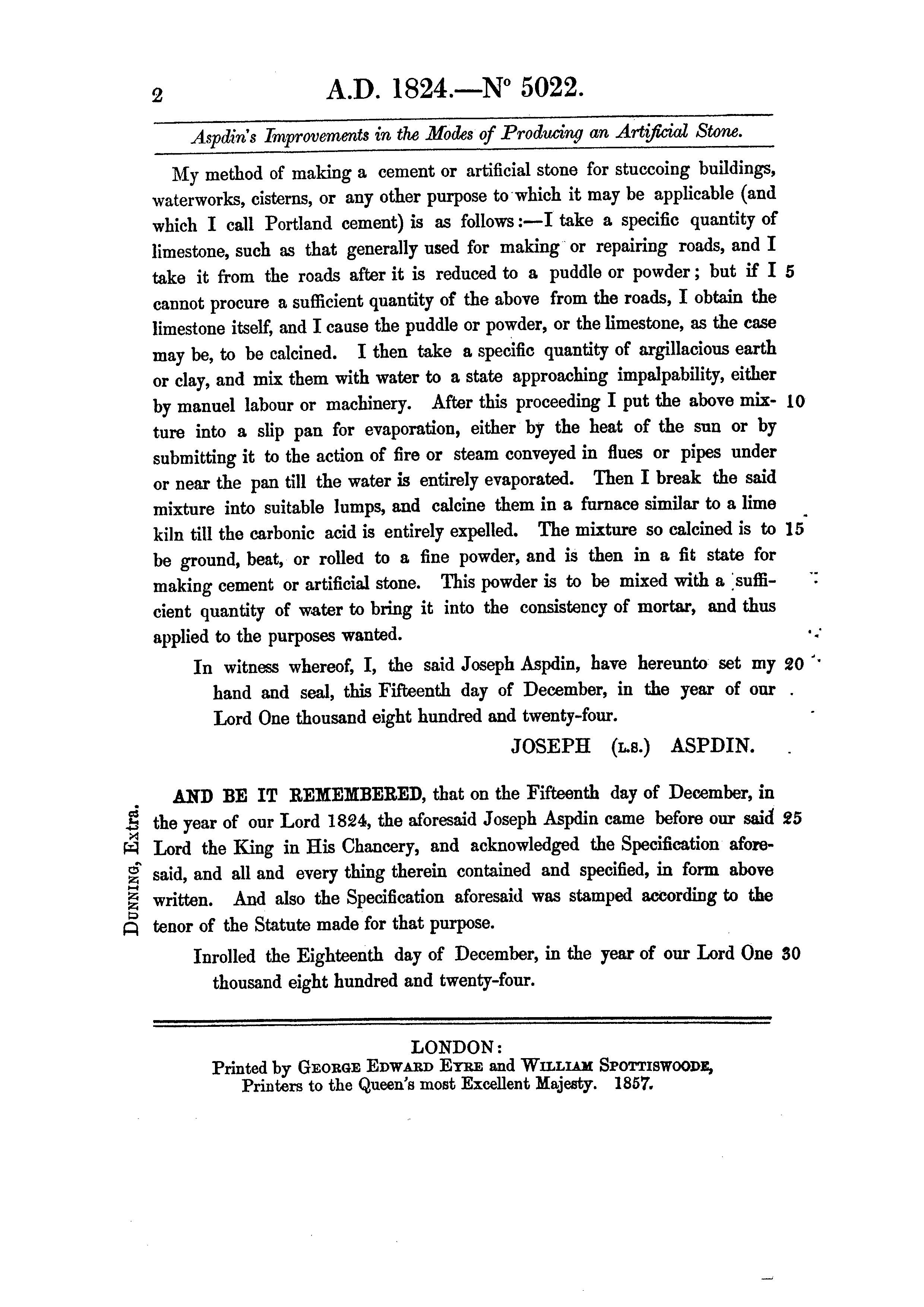
Patent Nr. BP 5022, „An Improvement in the Modes of Producing an Artificial Stone“, Joseph Aspdin, 21. Oktober 1824, Seite 2/2

Joseph Aspdin (* 1778 in Leeds; † 20. März 1855 in Wakefield) war der Erfinder des Portlandzements.
Als ältestes Kind des Maurers Thomas Aspdin im Hunslet District in Leeds trat er in das Geschäft seines Vaters ein und heiratete 1811 Mary Fotherby. 1817 eröffnete er sein eigenes Geschäft im Zentrum Leeds’. Hier muss er in den nächsten Jahren mit der Zementherstellung experimentiert haben. 1824 erhielt er das Patent An Improvement in the Mode of Producing an Artificial Stone, in dem er den Ausdruck  Portland cement benutzte.
Kurz darauf gründete er zusammen mit Nachbar William Beverley in Kirkgate, Wakefield einen Produktionsbetrieb und zog mit seiner Familie dorthin. 1825 erhielt er ein zweites Patent zur Herstellung von Kalk. 1838 musste er mit seiner Firma umziehen, da das Gelände von der Eisenbahn beansprucht wurde. Zu dieser Zeit arbeitete sein ältester Sohn James als Buchhalter in Leeds und sein jüngerer Sohn William (1815–1864) betrieb die Fabrik, bis er 1841 verschwunden war. 1844 zog sich Joseph aus dem Berufsleben zurück und übertrug James die Firmenanteile.
Aspdins Portland-Zement war als Mörtel und für Stuck geeignet. Er nannte ihn so, weil der Mörtel dem seinerzeit beliebten Portland-Stein ähnlich sein sollte.
Williams Finanzen waren chaotisch. Er war nach London gegangen und hatte in Rotherhithe eine Fabrik gegründet. Er hatte eine neue Zementmischung, mit mehr Kalksteinen und härter gebrannt, die als Beton geeignet war (vgl. Zementklinker). Dieser fand Verwendung bei Brunels Thames Tunnel. 1857 verkaufte William seinen Betrieb, zog nach Deutschland, wo er in Altona und Lägerdorf die ersten Zementfabriken gründete und in Itzehoe starb.